# ديفيد جونز (لاعب كرة قدم مواليد 1940)
ديفيد جونز (بالإنجليزية: David Jones)‏ هو لاعب كرة قدم بريطاني في مركز الهجوم، ولد في 9 أبريل 1940 في كينغزلي في المملكة المتحدة، وتوفي في 12 ديسمبر 2013 في جنوب أفريقيا. لعب مع برمنغهام سيتي ونادي ديربن سيتي ونادي كرو ألكساندرا ونادي ميلوول.